# 全開運
『全開運！しあわせ』（ぜんかいうん しあわせ）は、主婦の友インフォス情報社から発行、主婦の友社から発売されている日本の開運スピリチュアリティ情報誌。

## 概要
『健康』（主婦の友社発売）の臨時増刊として2010年9月16日に創刊。2011年12月、シリーズVOL.5にあたる2月冬号より定期刊行化され、3の倍数月16日に季刊誌として発売されている。占い・風水・パワースポット・脳科学などのニュースと著名人のインタビュー記事などで誌面構成されている。鏡リュウジやあいはら友子、オフェリア・麗、本田健、森田健などが登場している。